# Jess Salgueiro

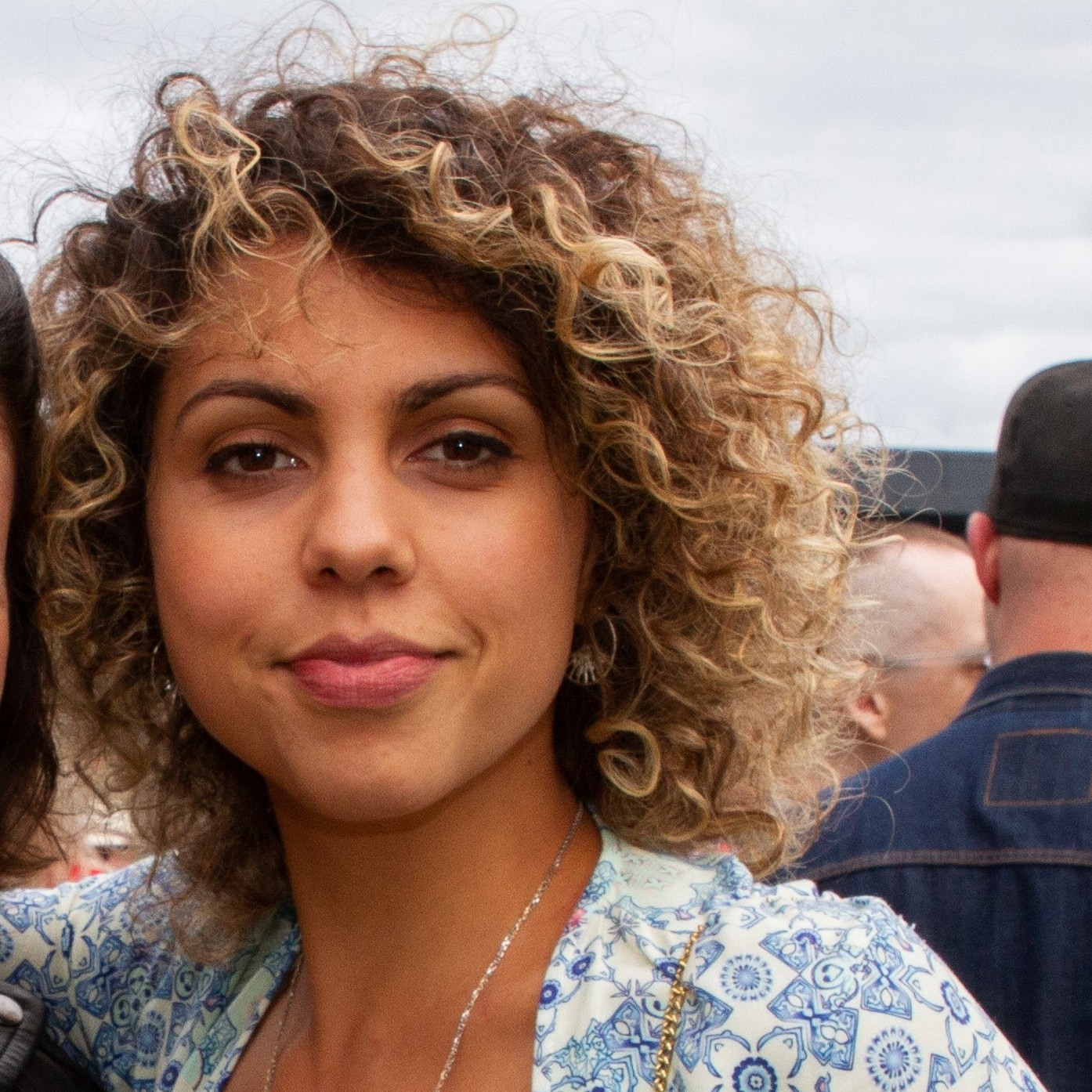
Jess Salgueiro (2019)

Jessica „Jess“ Salgueiro (* in Winnipeg, Manitoba) ist eine kanadische Theater- und Filmschauspielerin.

## Leben
Salgueiro wurde in Winnipeg geboren, wo sie auch aufwuchs. Nach ihrer Schulzeit besuchte sie die Randolph Academy for Performing Arts in Toronto. Sie wirkte in einer Vielzahl von Theaterproduktionen in Toronto und anderswo in Kanada mit. Über erste Besetzungen in Kurz- und Spielfilmen gelangte sie schließlich zu ersten Episodenrollen in Fernsehserien. Seit 2014 spielt sie in verschiedenen kanadischen und US-amerikanischen Fernsehserien verschiedene Episodenrollen.

## Filmografie
- 2009: In the Grid (Kurzfilm)
- 2011: Gina (Kurzfilm)
- 2011: The Unleashed
- 2011: Kings (Kurzfilm)
- 2011: Night Express
- 2012: Abra (Kurzfilm)
- 2013: Home Away (Kurzfilm)
- 2013: New Domain (Kurzfilm)
- 2014: Remedy (Fernsehserie, Episode 1x01)
- 2014: Agape (Kurzfilm)
- 2014: Entrain (Kurzfilm)
- 2014–2017: The Strain (Fernsehserie, 4 Episoden)
- 2015: Man Seeking Woman (Fernsehserie, Episode 1x03)
- 2015: Orphan Black (Fernsehserie, 2 Episoden)
- 2015: Ein Date mit Miss Fortune (A Date with Miss Fortune)
- 2015: Attic for Rent (Kurzfilm)
- 2015–2017: Saving Hope (Fernsehserie, 11 Episoden)
- 2016: A Sunday Kind of Love
- 2016: Beauty and the Beast (Fernsehserie, Episode 4x04)
- 2016: Private Eyes (Fernsehserie, Episode 1x05)
- 2016: The Market
- 2016: Seraphim (Mini-Fernsehserie, Episode 1x01)
- 2016: Serialized (Fernsehfilm)
- 2016: In Real Life: The Series (Fernsehserie, Episode 1x09)
- 2017: Ransom (Fernsehserie, Episode 1x04)
- 2017: The Bold Type – Der Weg nach oben (The Bold Type) (Fernsehserie, Episode 1x08)
- 2017: Mary Goes Round
- 2017: Channel Zero (Fernsehserie, 4 Episoden)
- 2017: Kim's Convenience (Fernsehserie, Episode 2x07)
- 2017–2018: Mary Kills People (Fernsehserie, 4 Episoden)
- 2017–2019: Workin’ Moms (Fernsehserie, 12 Episoden)
- 2018: Condor (Fernsehserie, 2 Episoden)
- 2018: Mouthpiece
- 2018: I'll Take Your Dead
- 2018: No Sleep ’Til Christmas (Fernsehfilm)
- 2018: Emily and Andrew's Grand Finale (Kurzfilm)
- 2018–2023: Letterkenny (Fernsehserie, 10 Episoden)
- 2019: American Hangman
- 2019: Undone (Kurzfilm)
- 2019: The Ninth (Fernsehserie, 8 Episoden)
- 2019: The Boys (Fernsehserie, 4 Episoden)
- 2019: Volcano (Kurzfilm)
- 2019: Carter (Fernsehserie, Episode 2x07)
- 2019: Canadian Strain
- 2019: American Hangman
- 2019: The Expanse (Fernsehserie, 10 Episoden)
- 2020: Bing! Bang! Bi! (Kurzfilm)
- 2020: Jupiter’s Legacy (Fernsehserie, 4 Episoden)
- 2020: Two Deaths of Henry Baker
- 2020: Dein letztes Solo (Tiny pretty things, Fernsehserie, 9 Episoden)
- 2021: The Good Doctor (Fernsehserie, Episode 4x07)
- 2021: Dark Web – Cicada 3301
- 2021: Drifting Snow
- 2021: Jupiter’s Legacy (Fernsehserie, 2 Episoden)
- 2021: Y: The Last Man (Fernsehserie, 8 Episoden)
- 2023: Slip (Fernsehserie, 3 Episoden)
- 2023: Who's Yer Father?
- 2023–2024: Frasier (Fernsehserie, 20 Episoden)
- seit 2023: Monarch: Legacy of Monsters (Fernsehserie)
- seit 2023: Beacon 23 (Fernsehserie)
- 2025: Racewalkers
- 2025: The Players